# Hyperphyscia pruinosa
Hyperphyscia pruinosa är en lavart som beskrevs av Moberg. Hyperphyscia pruinosa ingår i släktet Hyperphyscia och familjen Physciaceae.   Inga underarter finns listade i Catalogue of Life.